# Francis Gorgé
Francis Gorgé (* 1953 in Paris) ist ein französisch-schweizerischer Improvisationsmusiker (Gitarre, Komposition).

## Leben und Werk
Gorgé besuchte das Lycée Claude Bernard in Paris. Zusammen mit seinem Mitschüler Jean-Jacques Birgé gründete er 1971 eine Rockband und veranstaltete erste Konzerte in seiner Schule.
1974 schuf Gorgé gemeinsam mit Birgé frei improvisierte Popmusik. Ihr Album Avant Toute wurde jedoch damals nicht veröffentlicht, sondern bildete die Basis für die LP Defense de, die 1975 in Kooperation mit Birgé und dem Schlagzeuger Shiroc erschien und das Feld zwischen Prog, Free-Jazz und den Bestrebungen der Groupe de recherches musicales erkundete. Die Musiker wurde bei einzelnen Titeln durch Antoine Duvernet (Saxophon) und Jean-Louis Bucchi (Piano) ergänzt. Im folgenden Jahr spielten sie als Trio eine Reihe von Konzerten, gelegentlich auch mit Gilles Rollet als zweitem Perkussionisten.
Mit Birgé und dem Multiinstrumentalisten Bernard Vitet gründete Gorgé 1976 das Ensemble Un drame musical instantané, das Stummfilme, Literaturlesungen, Radio- und Bühnenaufführungen sowohl als Trio als auch als 15-köpfiges Orchester begleitete, mehrere Tonträger vorlegte und auch nach seinem Ausscheiden 1992 (als Duo) weiterbestand.
Gorgé arbeitete weiterhin mit den Clowns Macloma, Pierre Debauche, dem Celestrial Communication Orchestra um Alan Silva (Desert Mirage), den Sängerinnen Colette Magny und Michèle Buirette (La mise en plis), Mama Baer, den Choreographen Mark Tompkins und Karine Saporta, aber auch mit Jacques Demarcq, Dominique Meens (Paysage Départ) und Jan Eerala. 2022 legte Gorgé wiederum als Un drame musical instantané mit Birgé und Dominique Meens das Album Plumes et poils vor. Weiterhin schuf er digitale Orchestrierungen der Präludien von Claude Debussy.  